# Balet y Blay
Balet y Blay va ser una empresa de producció i distribució cinematogràfica fruit de l'associació, a partir del 7 de maig de 1938, entre l'empresari Ramon Balet i el distribuïdor José María Blay. José María Blay ja tenia experiència en el món de la distribució cinematogràfica i va decidir entrar en el de l'animació quan el realitzador valencià Artur Moreno el va visitar per ensenyar-li el seu primer curtmetratge: El capitán tormentoso. Blay va entendre que, pel fet de produir un llargmetratge d'animació, se li concedirien més permisos d'importació de films estrangers, una compensació que formava part de les polítiques d'incentivació a la producció del govern franquista. Balet i Blay van crear uns grans estudis al barri de Vallcarca de Barcelona i hi van contractar animadors solvents, com ara Armand Tosquellas o el mateix Moreno, i principiants, com Pepita Pardell o Rosa Galceran, per formar la plantilla d'animadors. Josep Maria Blay estava molt ben posicionat dins l'engranatge del franquisme, i per això es va encarregar de la producció del film. Després de l'èxit que va suposar Garbancito de la Mancha, els productors van decidir fer-ne una segona part, que portà per títol d'Alegres vacaciones (1948). Aquest segon film no va funcionar tan bé com el primer, i el tercer i darrer, Los sueños de Tay-pi, va ser un fracàs a la taquilla. Tot i que es va estrenar al cinema Avenida de la Luz de Barcelona, la cinta va passar sense pena ni glòria i va clausurar l'edat d'or dels dibuixos animats a Barcelona, així com la seva productora.

## Filmografia
- Garbancito de la Mancha (1945)
- Alegres vacaciones (1948)
- Los sueños de Tay-pi (1951)